# Болотная (приток Велса)
Болотная  (устар. Тан-Ко-Сы-Я) — река в России, протекает по Красновишерскому району Пермского края. Устье реки находится в 53 км по правому берегу реки Велс. Длина реки составляет 11 км.

## Течение
Река стекает с восточного склона хребта Чувальский Камень (отрог Северного Урала). Течёт на юго-восток, всё течение проходит в ненаселённой местности среди гор и холмов, покрытых тайгой. Течение имеет горный характер. Впадает в Велс в 26 км к северо-востоку от посёлка Велс юго-западнее горы Мартай (1130 м НУМ). Высота устья — 359,0 м над уровнем моря.

## Данные водного реестра
По данным государственного водного реестра России относится к Камскому бассейновому округу, водохозяйственный участок реки — Кама от водомерного поста у села Бондюг до города Березники, речной подбассейн реки — бассейны притоков Камы до впадения Белой. Речной бассейн реки — Кама.
Код объекта в государственном водном реестре — 10010100212111100004303.